# Бонеллии
Бонеллии (лат. Bonellia) — род морских беспозвоночных из подкласса эхиурид (Echiura). Представители обладают ярко выраженным половым диморфизмом, сопряжённым с паразитированием самцов на самках. Водятся под и между камнями. Наиболее известный вид — зелёная бонеллия (Bonellia viridis).

## Самки
Самки имеют короткое и толстое тело с длинным раздвоенным на конце и весьма подвижным хоботом. Длина самки около 15 см, из которых 10 см приходится на хобот; ветви, на которые разделяется спереди хобот, имеют 8 см длины. Цвет тела от тёмно-зелёного до чёрно-зелёного. Хобот снабжен желобком, покрытым мерцательными волосками, движение которых вызывает ток воды ко рту, а вместе с ним приносятся и пищевые частички. Ротовое отверстие находится у основания хобота, позади него, по бокам средней линии, сидят на брюшной стороне две загнутые крючком щетинки, а у их основания — маленькие запасные. Стенка тела представляет три слоя мускулов: слой кольцевых, продольных и косых; в хоботке, кроме продольных и поперечных мышечных волокон, есть еще многочисленные волокна, соединяющие спинную сторону с брюшной. Извилистый кишечный канал лежит в обширной полости тела; в задний конец его открываются два мешка, которые считаются органами выделения и дыхания. Сосудистая система состоит из брюшного и спинного сосуда с соединяющими их петлями. Нервная система состоит из брюшного шнура, отходящих от него боковых нервов, кольцеобразно обхватывающих тело, и удлинённого кольца, обхватывающего переднюю часть кишечника и служащего продолжением брюшного шнура. Особых органов чувств не наблюдается во взрослом состоянии, у личинок же есть два пигментных бурых пятна, считаемых за глазные. Яичник лежит в общей полости тела на брюшном кровеносном сосуде, и яйца окончательно развиваются, плавая в полости тела, откуда при созревании переходят в длинный непарный мешок — матку, открывающуюся наружу позади щетинок.

## Самцы
Самцы весьма малы (1—3 мм). Тело покрыто мерцательными ресничками, вытянуто в длину и несколько сужено на конце и по внешнему виду напоминает планарий. Кишечник их лишен ротового и заднепроходного отверстия; имеется пара сегментальных органов и длинный мешкообразный семенной пузырь, открывающийся одним концом в полость тела, откуда в него и поступает зрелое семя, а другим — наружу на переднем конце тела. Нервная система того же строения, как и у самок. У самцов другого вида найдены и крючки. Вообще по строению своему самцы сильно напоминают личинок, они как бы остановились в своём развитии на стадии личинки.
Личинки самцов по выходе из яйца плотно прикрепляются к хоботу самки, переходят в её пищевод, развиваются здесь, а с наступлением половой зрелости выходят наружу, переползают к наружному половому отверстию самки и входят в матку, где живут и оплодотворяют зрелые яйца. Иногда их наблюдается тут более 10 экземпляров. Оплодотворённые яйца откладываются самкой под камнями в виде студенистых шнуров. Описанные выше самцы и своеобразные половые отношения бонеллии были открыты в 1868 г. А. О. Ковалевским.
Что касается зелёной окраски бонеллий, которую приписывали хлорофиллу, то ближайшее исследование показало неверность такого взгляда; зелёный пигмент оказался совершенно другим и впоследствии получил название бонеллеина.